# Klaus Peter Volkmann
Klaus Peter Volkmann, född 10 december 1913 i Allenstein, död 29 januari 2002 i Trittau, var en tysk jurist, ämbetsman och SS-officer.
Volkmann beklädde Under andra världskriget flera höga ämbeten i Generalguvernementet, det polska territorium som lades under tysk ockupation 1939. Efter kriget var han publicist under pseudonymen Peter Grubbe.

## Biografi
Klaus Peter Volkmann var son till Erich Otto Volkmann (1879–1938), yrkesofficer och författare av militärlitteratur. Klaus Peter Volkmann studerade rättsvetenskap vid universiteten i Tübingen, Göttingen, München och Berlin. Därtill läste han geopolitik och tidningsvetenskap och var skribent för Frankfurter Zeitung. I november 1939 avlade Volkmann den andra juridiska statsexamen.
Från 1930 var Volkmann medlem i Hitlerjugend och i maj 1933 inträdde han i Nationalsocialistiska tyska arbetarepartiet (NSDAP). Samma år gick han med i Schutzstaffel (SS) och den nazistiska organisationen Bund Deutscher Osten.

### Andra världskriget
Generalguvernementet
Den 1 september 1939 anföll Tyskland sin östra granne Polen och andra världskriget utbröt. I slutet av oktober inrättades Generalguvernementet, det polska territorium som ockuperades av Tyskland. Detta indelades i fyra distrikt: Krakau, Lublin, Radom och Warschau.
Distriktet Lublin
Volkmann blev i slutet av 1939 Josef Bühlers personlige rådgivare i Kraków. I november 1940 utsågs han till ställföreträdande Kreishauptmann, det vill säga högste civile ämbetsman, i Kreis Radzyn och i april 1941 till motsvarande ämbete i Kreis Krasnystaw i distriktet Lublin. Volkmann var en av de ansvariga för inrättandet av getton i detta distrikt. Från Kreis Krasnystaw lät han fördriva 1 200 judar och han lät även bygga två straffläger.
Distriktet Galizien
Efter Tysklands anfall mot den forna bundsförvanten Sovjetunionen, Operation Barbarossa, inrättades i Generalguvernementet i augusti 1941 ett femte distrikt — Galizien. 
Volkmann var från augusti 1941 till juni 1942 Kreishauptmann i Kreis Kolomea i södra delen av Galizien. Volkmann införde i Kolomea tvång för judar att bära den så kallade judestjärnan. Gettoiseringen i Kolomea var kaosartad. Volkmann krävde att judarna skulle lämna ifrån sig guld, silver, juveler, pälsar och yllevaror. Volkmann lät även under sin första ämbetsmånad uppställa en egen hjälppolis, Sonderdienst, som bestod av Volksdeutsche. Den 23 mars 1942 inrättades Kolomeas getto med omkring 18 000 judiska män, kvinnor och barn. Volkmann var ansvarig för deportationen av Kolomeas judar till förintelselägret Bełżec. Sommaren avsattes Volkmann från sin post för förskingring och inkallades till Wehrmacht.
Distriktet Warschau
På inrådan av Ludwig Losacker tilläts Volkmann våren 1943 återkomma till Generalguvernementets förvaltning och utnämndes till Kreishauptmann i Kreis Lowitsch i distriktet Warschau. Volkmann intensifierade förtrycket och de repressiva åtgärderna mot den polska befolkningen med razzior, gripanden och bortförande till lägret Małszyce, där fångarna tvingades arbeta inom den tyska rustningsindustrin. För sina insatser i Lowitsch dekorerades Volkmann av generalguvernören Hans Frank med Krigsförtjänstkorset av första klassen.

### Efter andra världskriget
Efter andra världskriget gick Volkmann under jorden och antog namnet Peter Grubbe. Han kom att göra karriär som journalist och fackboksförfattare och var 1947 korrespondent för Frankfurter Allgemeine Zeitung i London. I slutet av 1950-talet och början av 1960-talet arbetade han för Die Welt, Stern och Die Zeit. Under namnet Peter Grubbe arbetade han inom radion samt producerade filmer om tredje världen-problematiken i Afrika och Asien. Därtill författade han en lång rad böcker i skilda ämnen.
År 1963 inledde statsåklagarämbetet i Darmstadt en förundersökning mot Volkmann beträffande mord och medhjälp till mord i Kolomea. Volkmann sade 1967 att han endast delvis kunde erinra sig sin tid som Kreishauptmann i Kolomea. De rättsliga förfarandena inställdes i maj 1969.
År 1995 publicerade die tageszeitung en artikel, i vilken Volkmanns/Grubbes förehavanden under kriget avslöjades. Hans dubbelliv blev känt för en bredare allmänhet. Kort därefter gav han en intervju för Der Spiegel och förnekade att han som ämbetsman i Generalguvernementet skulle ha begått några brott. Tvärtom hävdade han att han till viss del hade varit med om att rädda människoliv.

## Bibliografi

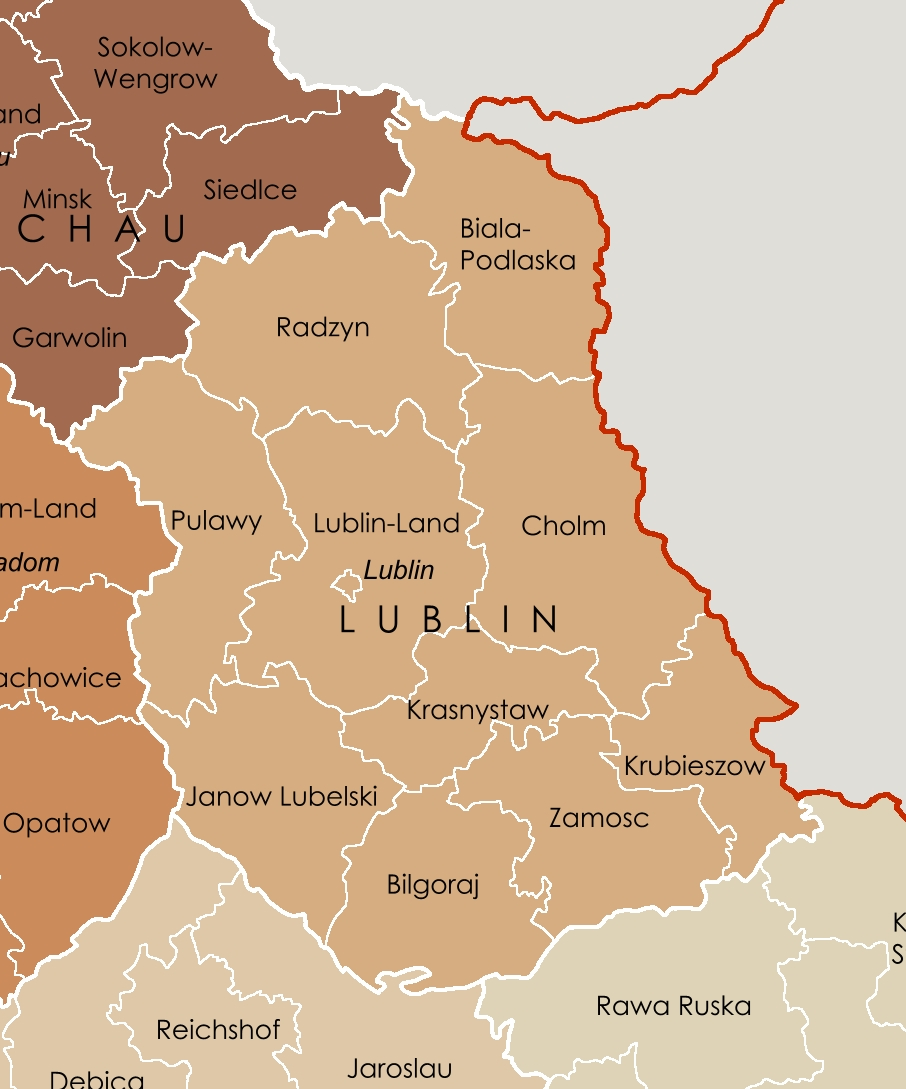
Administrativ karta över distriktet Lublin år 1941
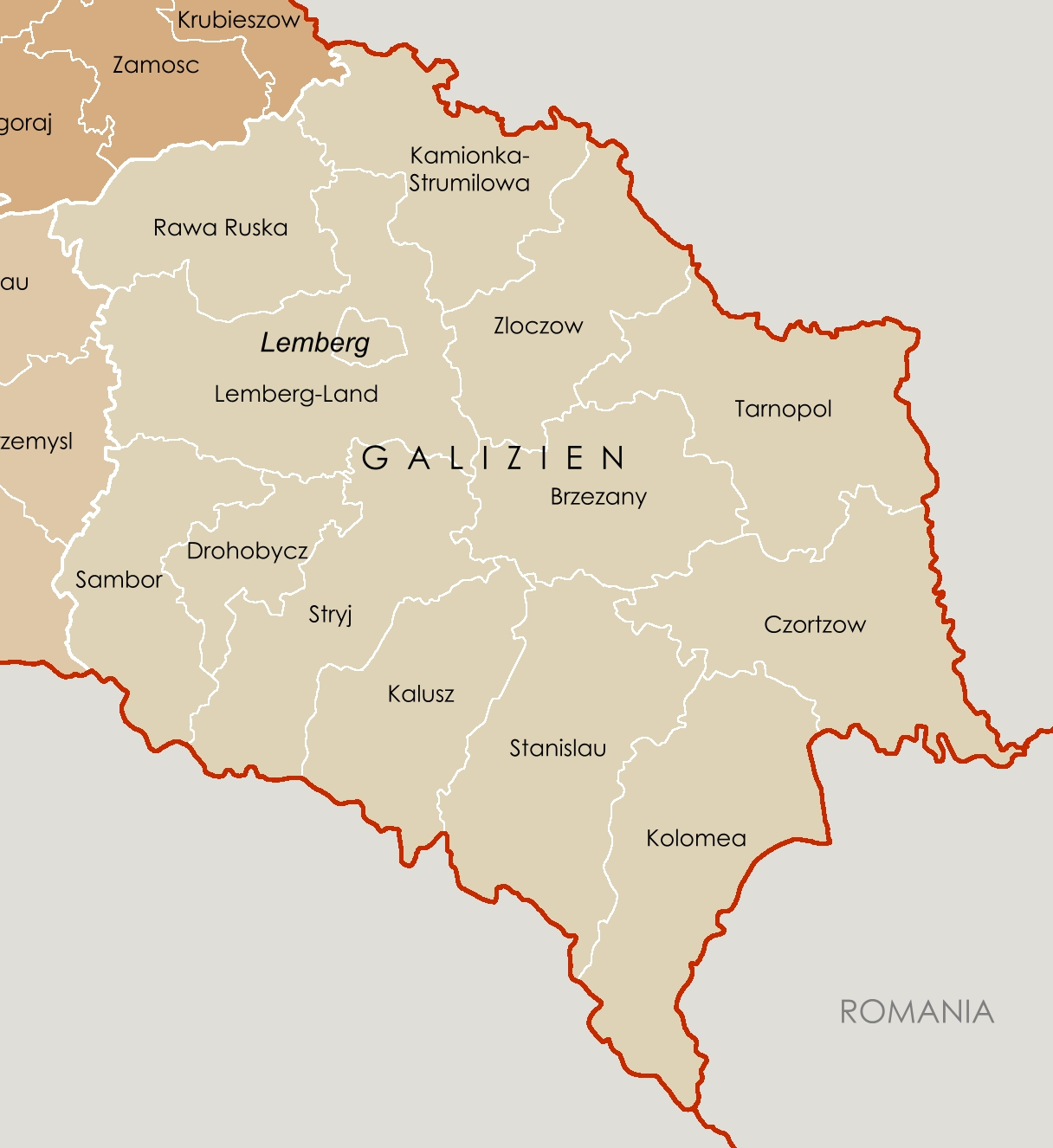
Administrativ karta över distriktet Galizien år 1941
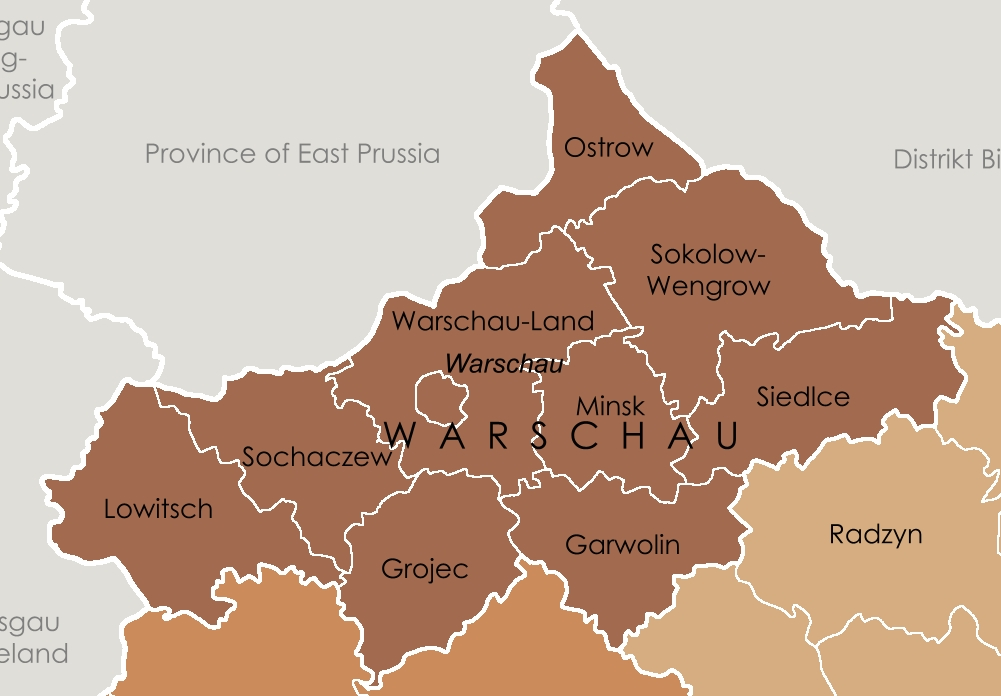
Administrativ karta över distriktet Warschau år 1941